# Krańcowa skłonność do importu
Krańcowa skłonność do importu – obrazuje jaką część każdej dodatkowej jednostki dochodu narodowego, podmioty krajowe chcą wydać na dodatkowy import. Krańcowa skłonność do importu zwiększa się wraz ze wzrostem dochodu społeczeństwa.